# 有栖川宮記念公園
有栖川宮記念公園（ありすがわのみやきねんこうえん）は、東京都港区南麻布にある都市公園（風致公園）である。
かつての有栖川宮の御用地（有栖川宮御用地）に造られた公園で、現在は港区が所管している。単に「有栖川公園（ありすがわこうえん）」とも呼ばれる。

## 概要
有栖川宮記念公園は、都心には稀な閑雅な地であり、園内は起伏に富み、東側の高台から西南側の低地に向けて大きく傾斜した地形となっている。現行行政地名での所在地は東京都港区で、渋谷区広尾地区に隣接するが、広域地名の広尾の範囲内である。また、最寄駅は東京メトロ日比谷線広尾駅である。公園の西端にあって外苑西通りや広尾駅方面からの入口となる『有栖川公園前』交差点付近が最も標高が低く、その周辺から右手には南部坂、左には木下坂という、いずれも急坂が公園に沿って上っている。
丘陵より渓谷を下って池畔に至る地形やその周辺に茂る樹木は、日本古来の林泉式の修景による高雅な自然趣味の庭園を呈する。また、園内にはウメやスイレン、ハナミズキなどをはじめとする四季折々の花も多く、秋にはカエデの紅葉も楽しめる。
南東側のドイツ大使館に面した広場には、騎馬像の「有栖川宮熾仁親王銅像」をはじめ、「笛吹き少年の像」、「新聞少年の像」がある。東側の高台には、東京都立中央図書館が併設されている。

## 歴史
江戸時代には盛岡藩南部氏の下屋敷があり、1872年（明治5年）から1966年（昭和41年）までの旧町名「盛岡町」や公園南縁の「南部坂」はこれに由来する。
1896年（明治29年）に、有栖川宮威仁親王が霞が関の御殿から移動する運びとなり、代替地として御用地となった。威仁親王の生母（有栖川宮幟仁親王の側室）・森則子の住居等が設けられた。御用地は有栖川家が断絶すると、1913年（大正2年）には同家の祭祀を引き継いだ高松宮に継承され、高松宮御用地となった。
児童の健康や自然に格別の関心を持っていた高松宮は1934年（昭和9年）1月5日、有栖川宮の没後20年の命日にちなんで御用地約11,000坪（36,325m2）を公園地として東京市に下賜された。東京市はただちに整備工事を開始。有栖川宮記念公園と命名され、同年11月に開園・開放された。
1973年（昭和48年）4月1日、有栖川宮熾仁親王の銅像から北東部の一帯、東京都立中央図書館や港区立麻布運動場等が位置する31,235m2が公園に編入された。その後、1975年（昭和50年）には東京都から港区に移管され、区立公園となった。

## ギャラリー

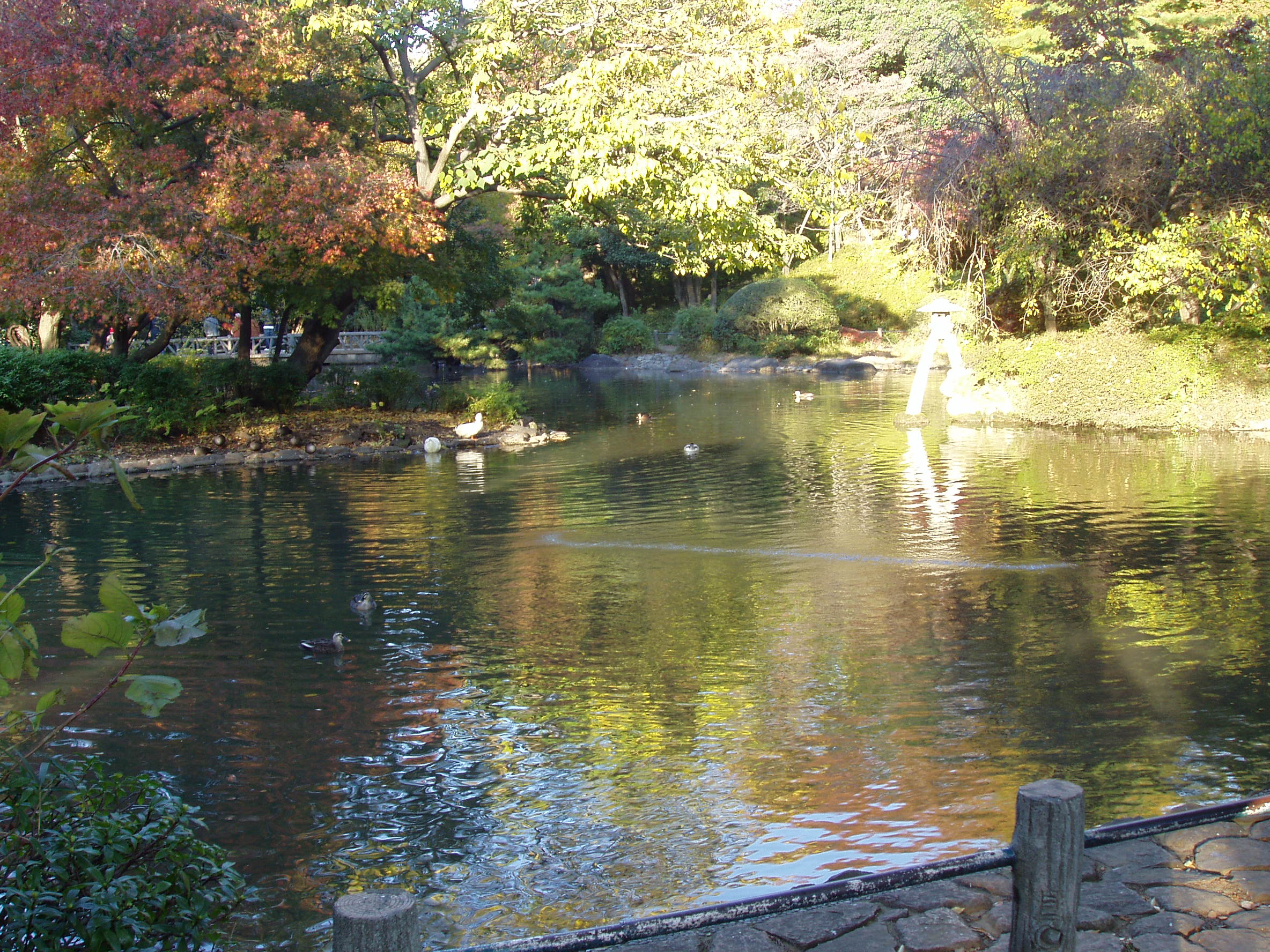
秋の日本庭園（2007年11月23日撮影）
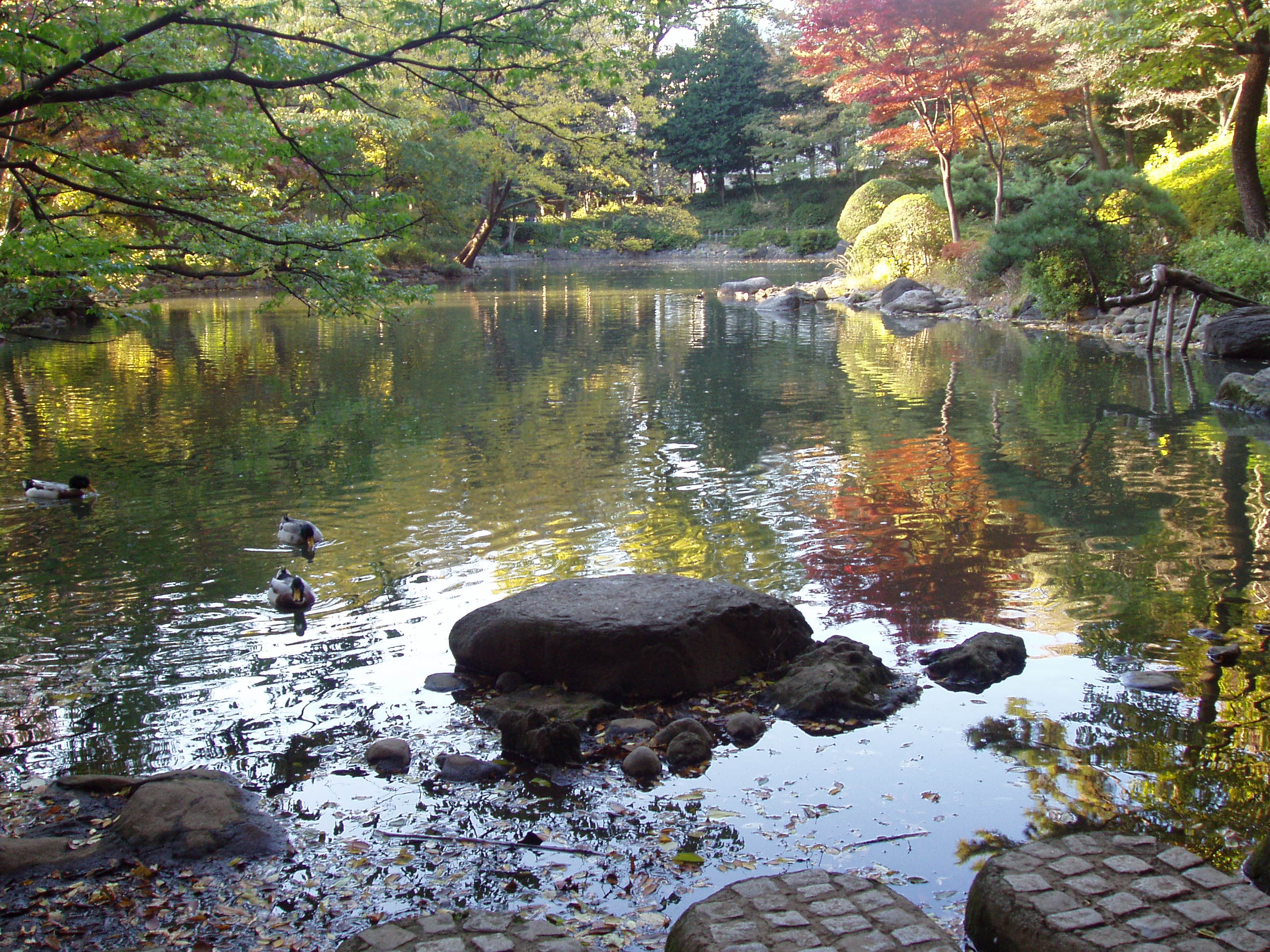
秋の日本庭園（2007年11月23日撮影）
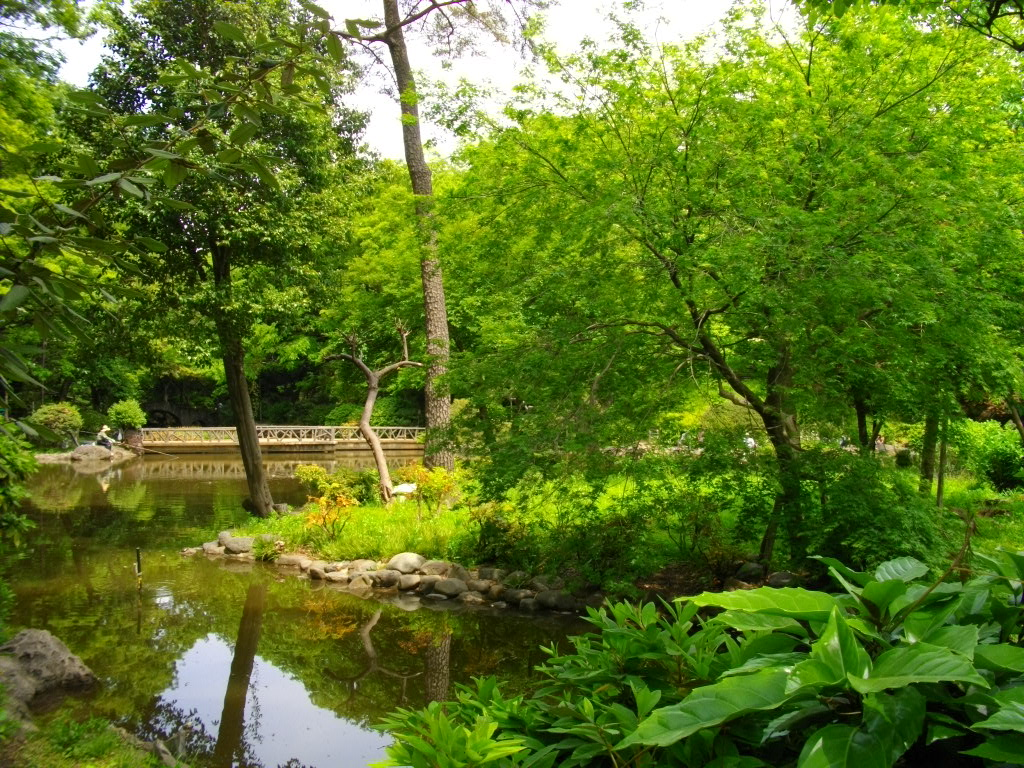
日本庭園
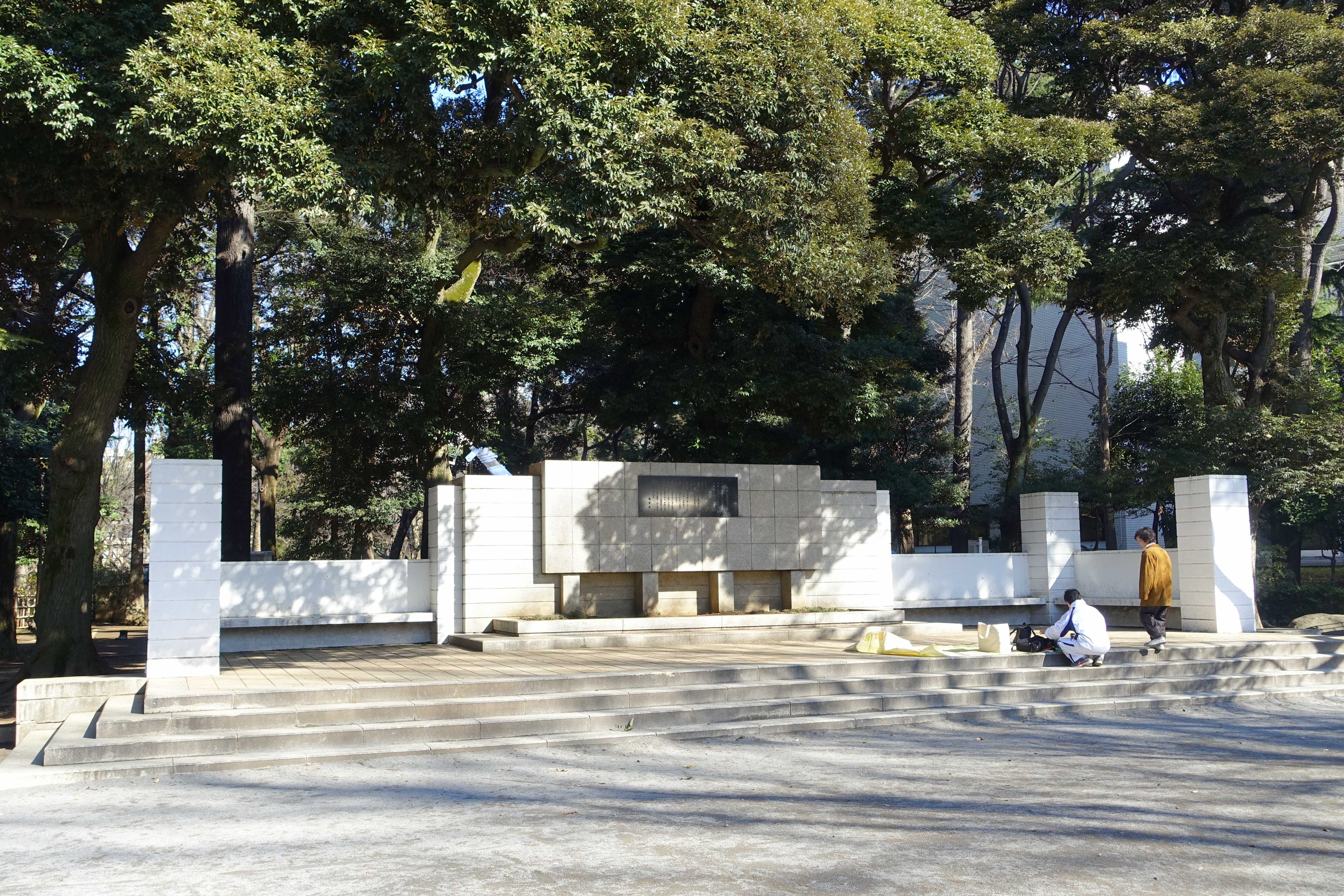
広場の記念碑
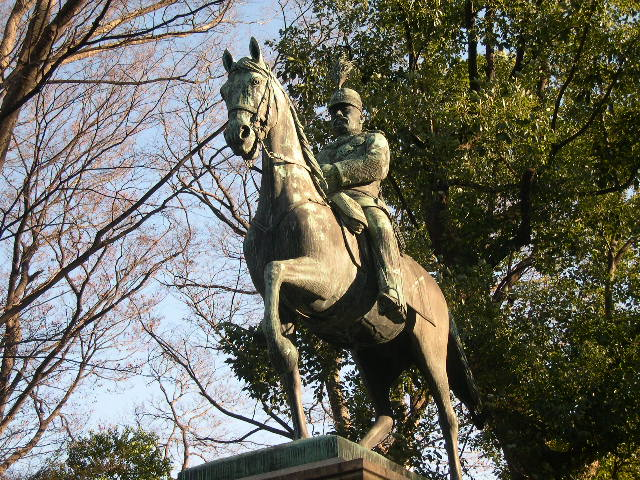
園内の熾仁親王銅像
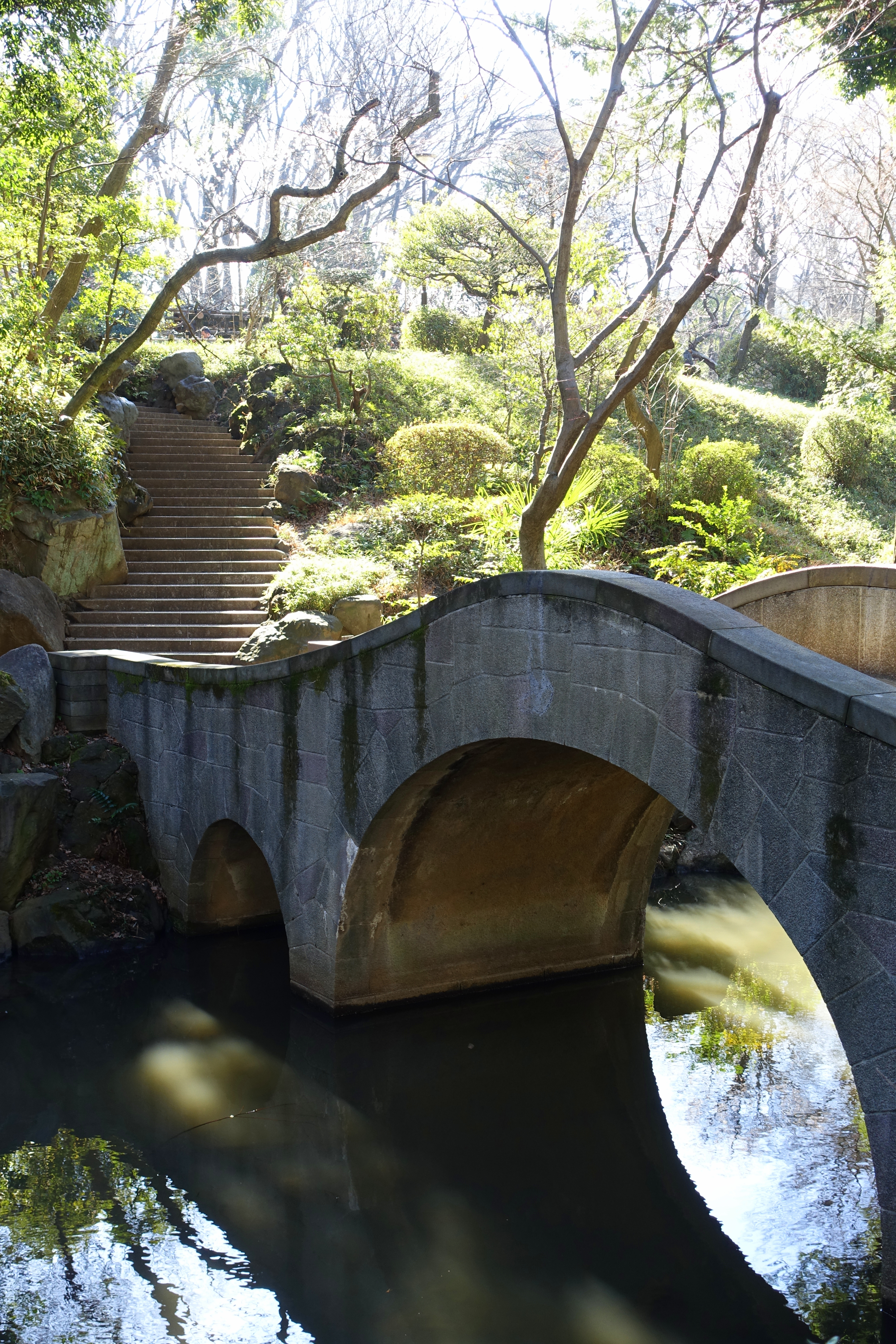
遊歩道と渓流に掛かる橋
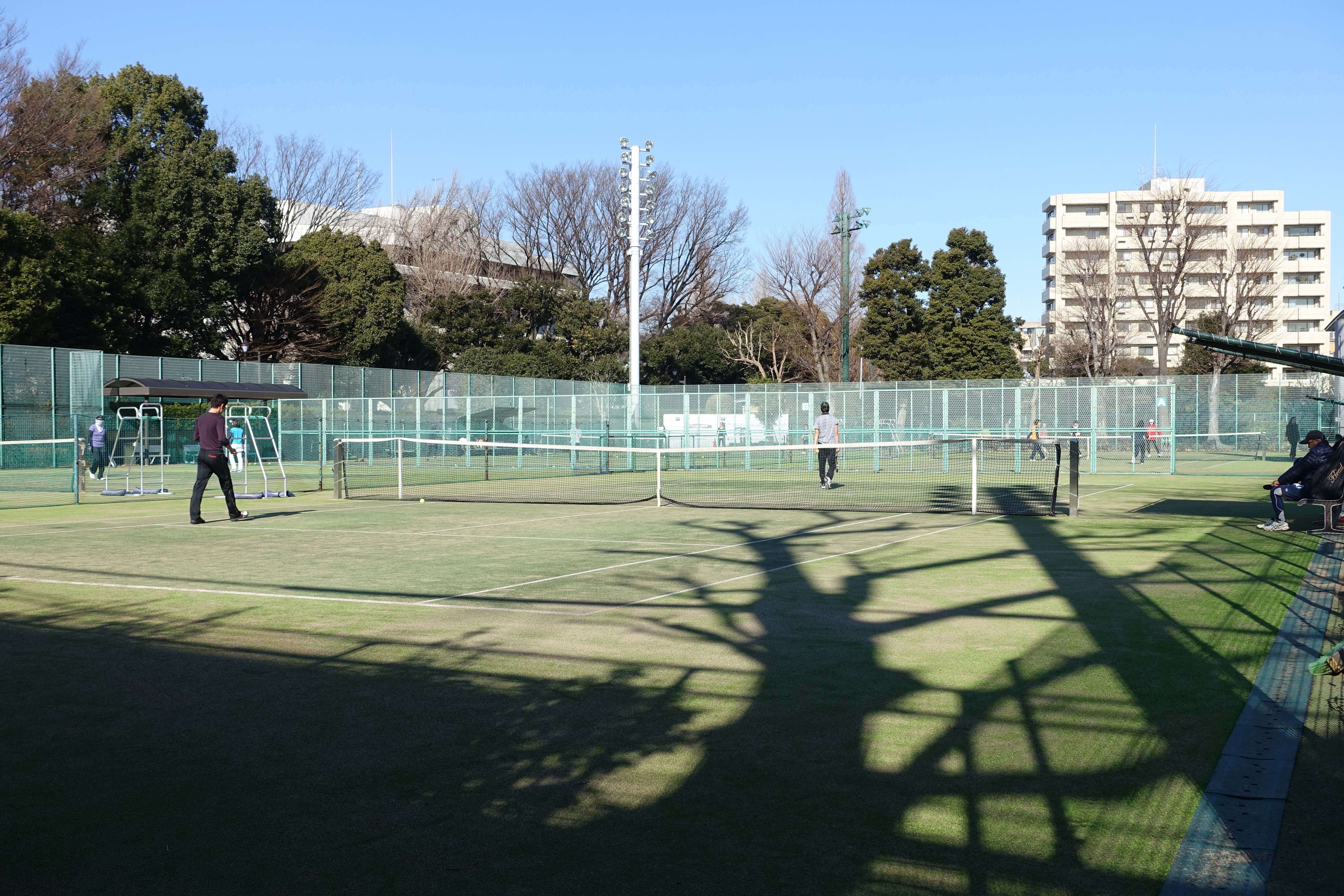
テニスコート
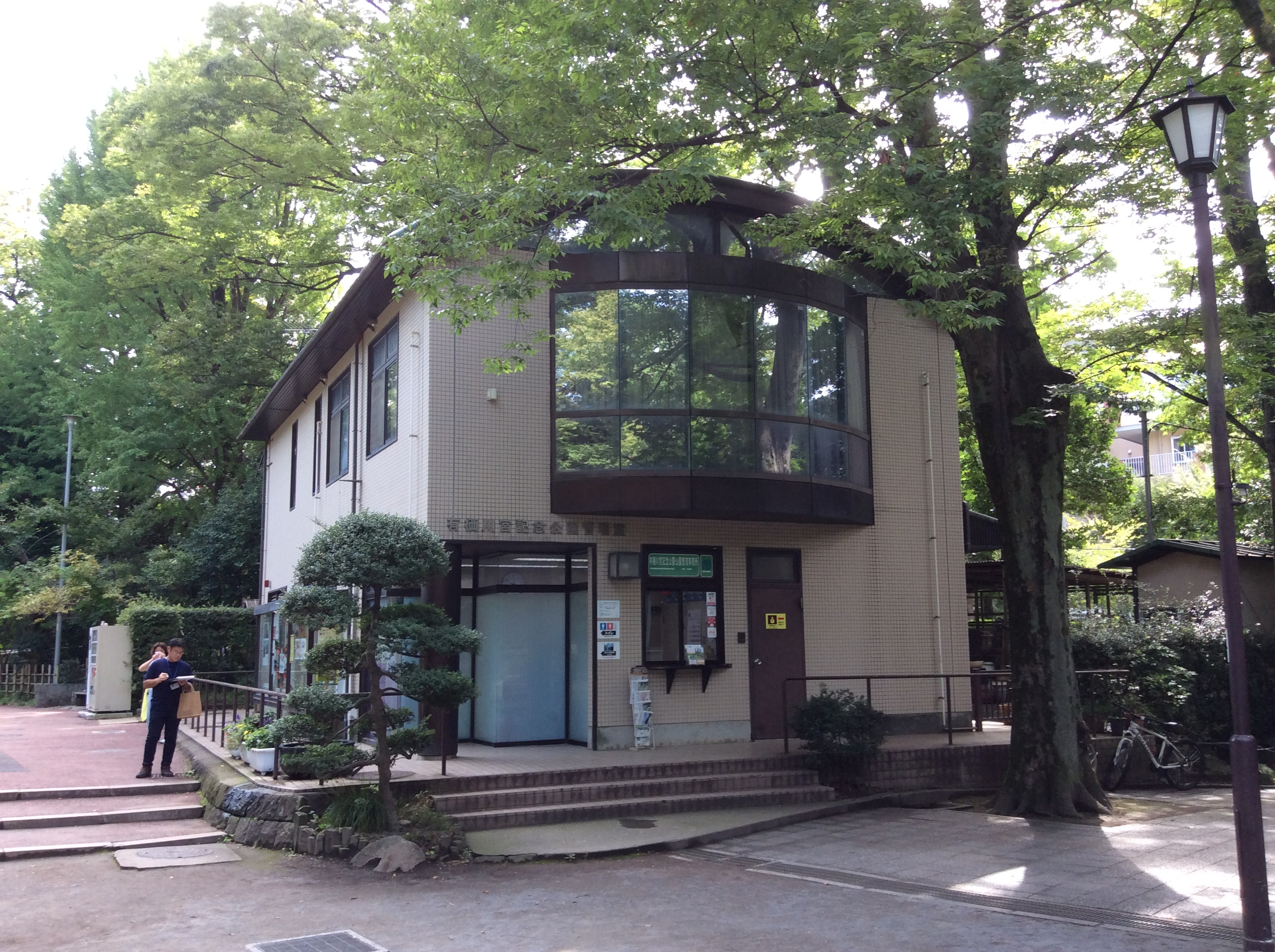
有栖川宮記念公園管理室（2017年9月24日撮影）
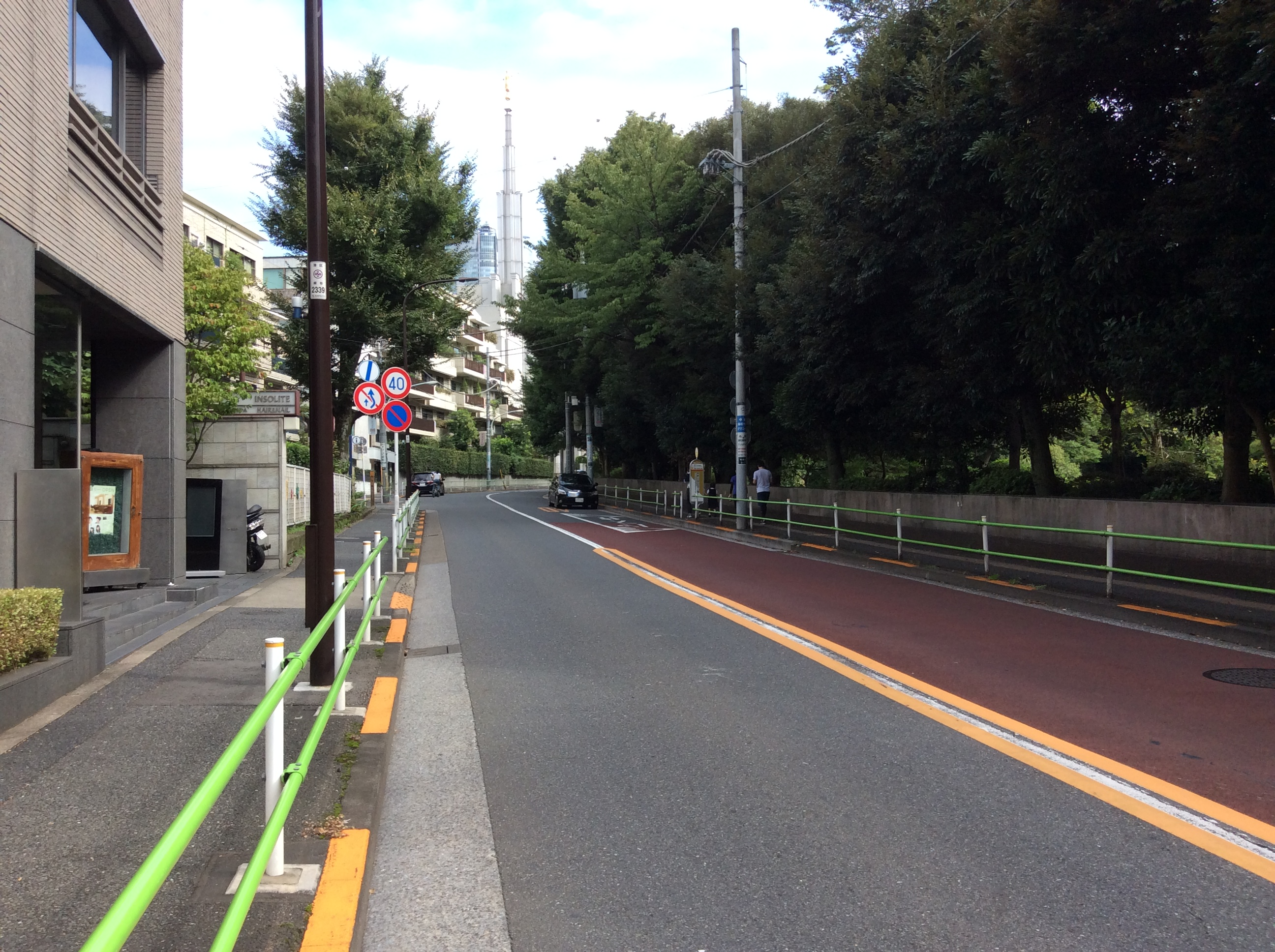
「木下坂」北側方向に昇る（2017年9月24日撮影）
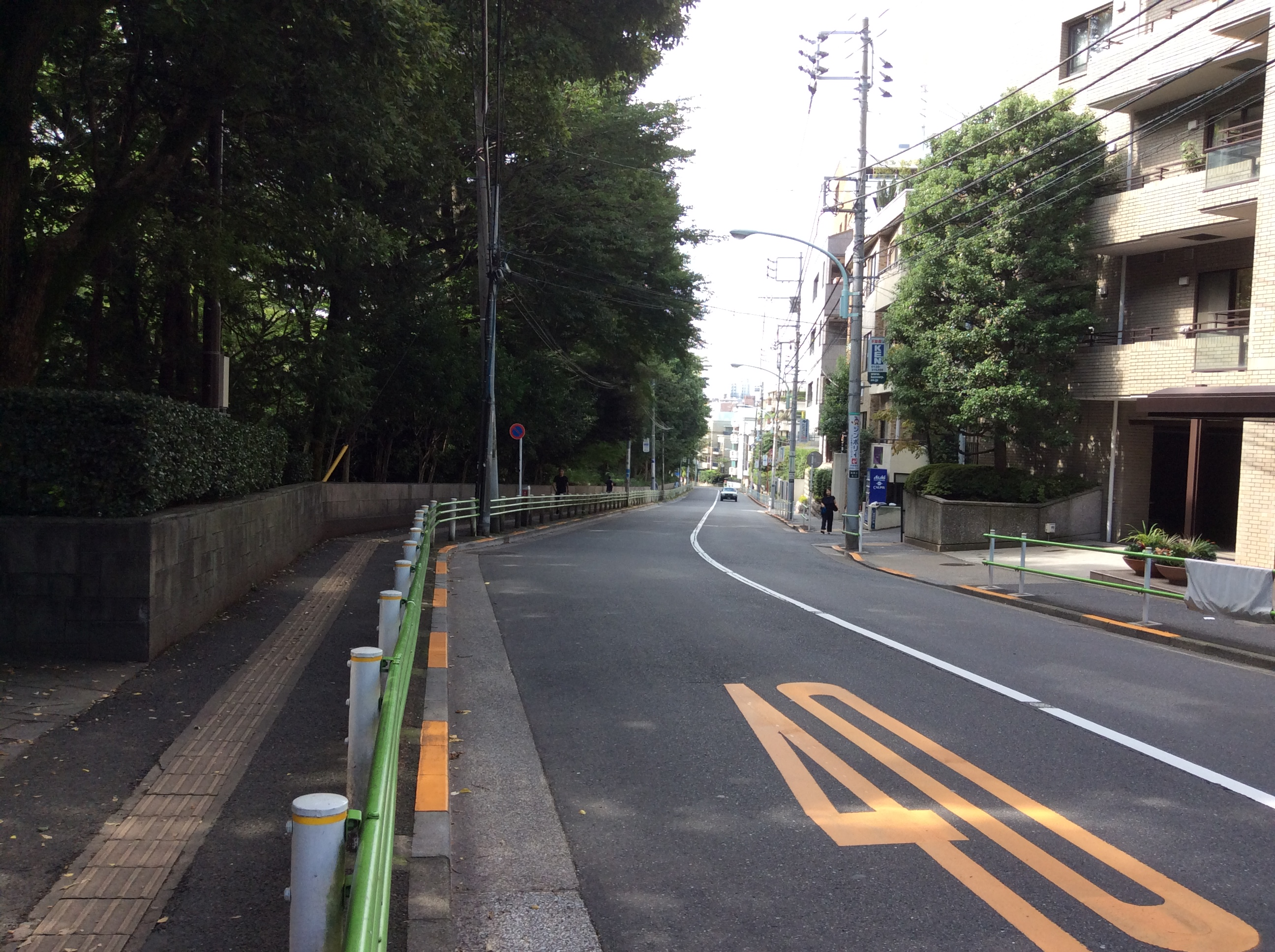
同左、南側方向に降る（2017年9月24日撮影）